# Vincent Denson
Vincent "Vin" Denson, né le 24 novembre 1935 à Chester, est un coureur cycliste britannique.

## Biographie
Professionnel de 1961 à 1969, il a gagné une étape du Tour d'Italie en 1966, devenant le premier britannique à le faire et le Tour de Luxembourg en 1965.

## Palmarès

### Palmarès amateur
- 1954
  - Division Championship Merseyside
- 1956
  - Barmouth 50 Time Trial
  - 2e du championnat de Grande-Bretagne du contre-la-montre amateurs
- 1957
  - Alpha Two Day :
    - Classement général
    - 1re étape
- 1958
  - Circuit of the Dales
  - North Leeds R.C. 25 Time Trial
- 1959
  - Merseyside Easter Four Day :
    - Classement général
    - 2e étape
- 1960
  - Coventry-York
  - North Leicester Road Race
- 1962
  - Tour de la Bidassoa :
    - Classement général
    - 2e étape

### Palmarès professionnel
- 1962
  - 3e étape du Circuit d'Aquitaine
  - 7e du Grand Prix des Nations
- 1963
  - 3eb étape de Paris-Nice (contre-la-montre par équipes)
  - 10e de Paris-Nice
  - 10e de Milan-San Remo
- 1964
  - Bruxelles-Verviers
- 1965
  - 3e étape des Quatre Jours de Dunkerque
  - Tour de Luxembourg :
    - Classement général
    - 3e étape

  - 1reb étape du Tour de France (contre-la-montre par équipes)
  - 2e de Kuurne-Bruxelles-Kuurne
  - 2e du Circuit des régions flamandes
  - 3e du Grand Prix d'Orchies
  - 3e du Grand Prix Beeckman-De Caluwé
  - 6e de Bordeaux-Paris
- 1966
  - Grand Prix de Fréjus
  - 3e étape des Quatre Jours de Dunkerque
  - 9e étape du Tour d'Italie
- 1968
  - Vaux GP

## Résultats sur les grands tours

### Tour de France
6 participations
- 1961 : abandon 9ème étape
- 1964 : 72e
- 1965 : 87e, vainqueur de la 1reb étape (contre-la-montre par équipes)
- 1966 : hors délais (16e étape)
- 1967 : abandon (17e étape)
- 1968 : 62e

### Tour d'Italie
3 participations
- 1966 : 40e, vainqueur de la 9e étape
- 1967 : abandon
- 1968 : 87e